# Rue Ambroise-Thomas
La rue Ambroise-Thomas est une voie située dans le quartier du Faubourg-Montmartre du 9e arrondissement de Paris, en France.

## Situation et accès
La rue Ambroise-Thomas est une voie mixte située dans le 9e arrondissement de Paris. Elle débute au 8, rue Richer et se termine au 57, rue du Faubourg-Poissonnière.
Le quartier est desservi par la ligne 7 à la station Cadet.

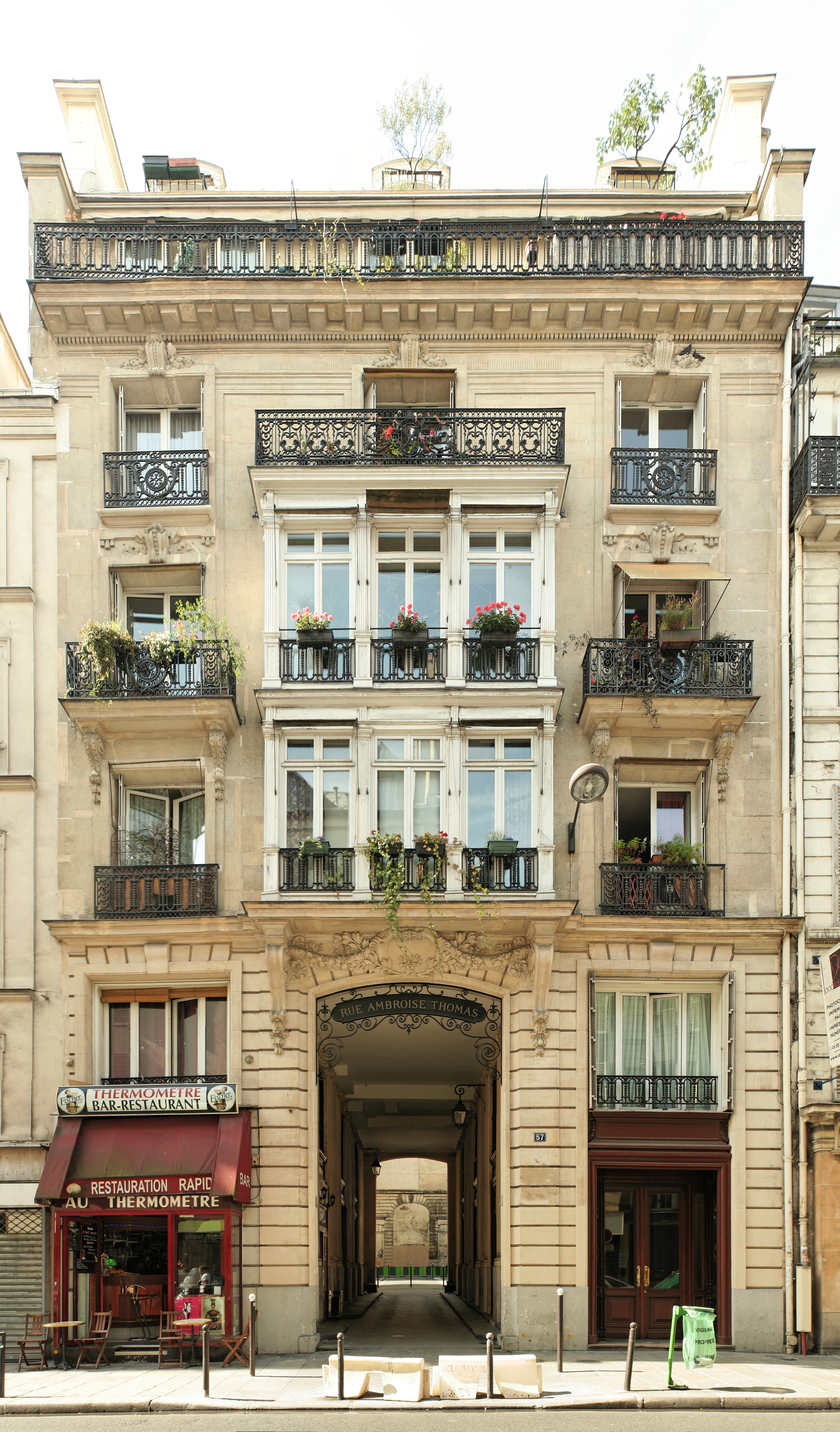
Accès à la rue depuis la rue du Faubourg-Poissonnière.
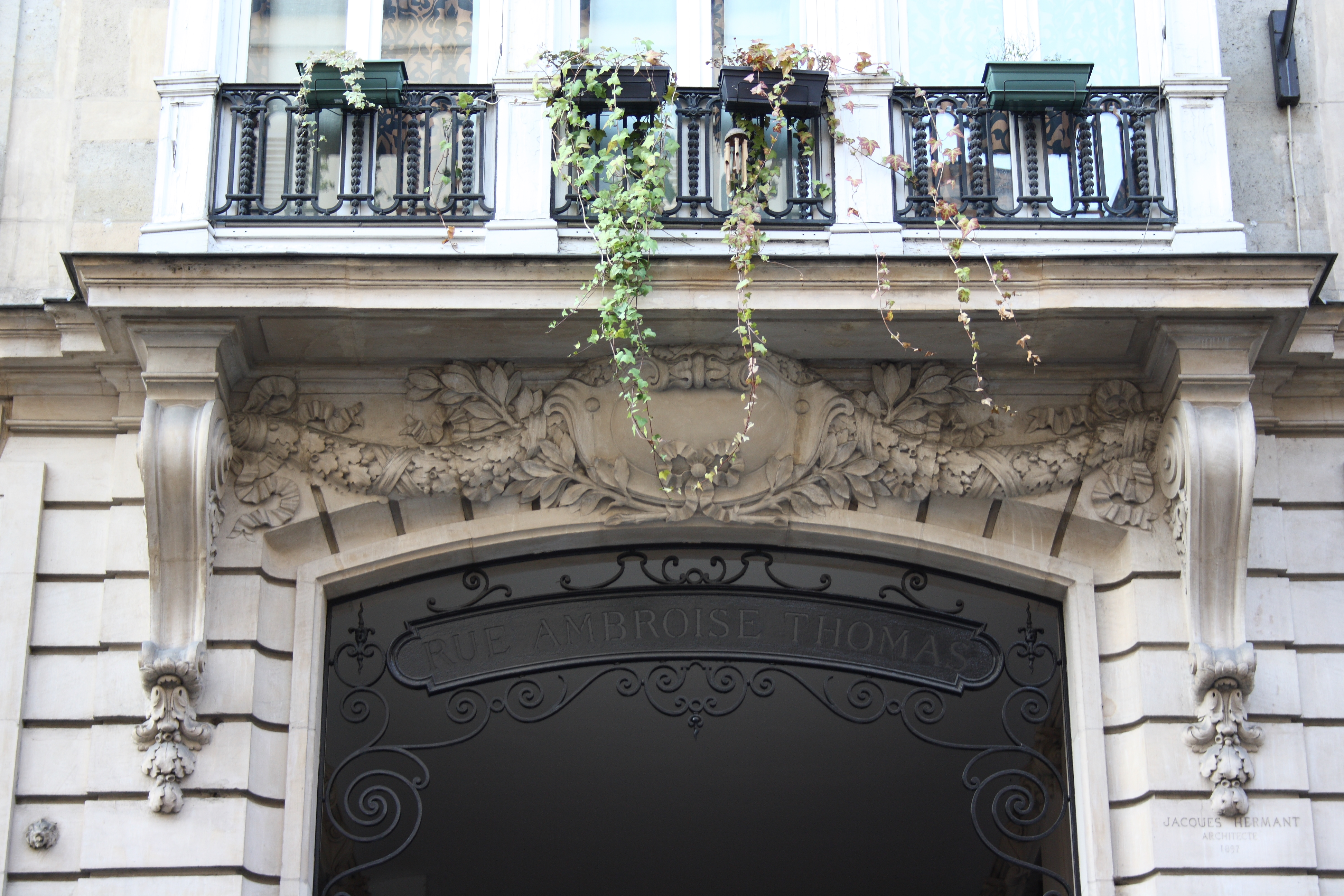
Détail de la porte d'entrée.
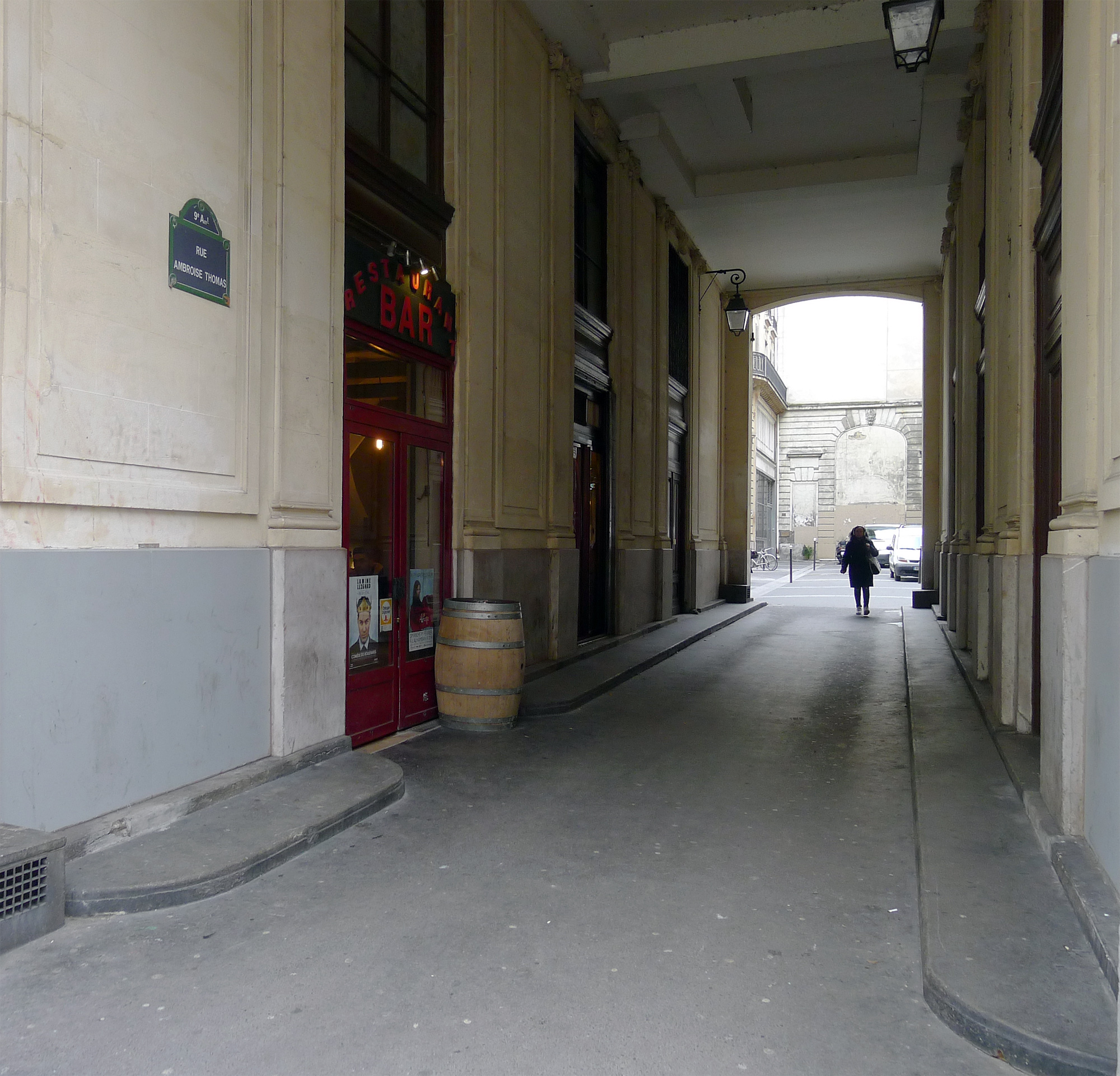
Entrée.

## Origine du nom

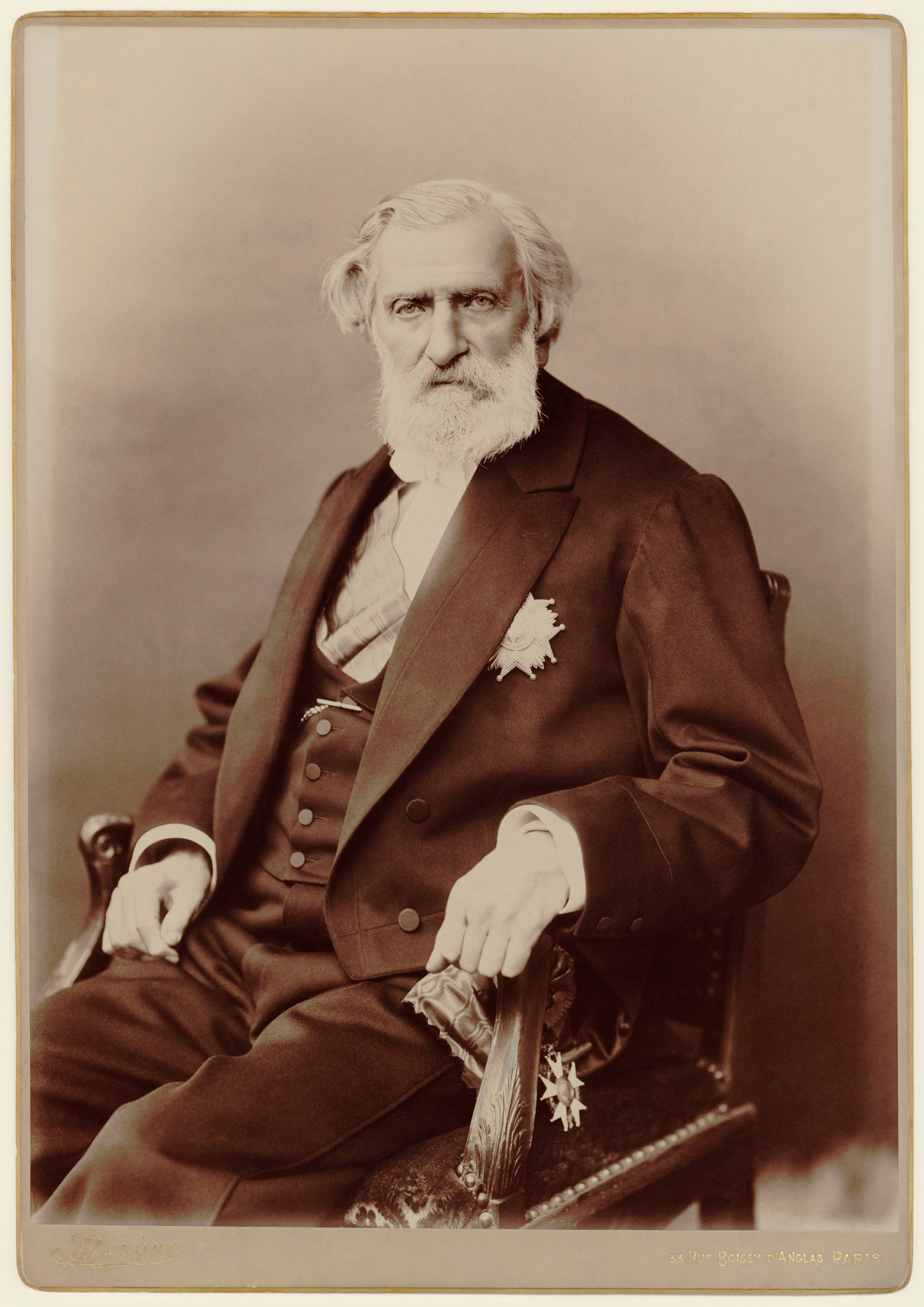
Ambroise Thomas.

Elle porte le nom du compositeur Ambroise Thomas (1811-1896), du fait du voisinage du conservatoire de musique dont il avait été directeur entre 1871 et 1896.

## Historique
La rue Ambroise-Thomas a été ouverte sous le nom de « square du Conservatoire » par MM. Bloch et Péretmère, sur l'emplacement des anciens magasins de décors de l'Opéra, détruits par un incendie en 1894. Le 10 juin 1897, elle a pris sa dénomination actuelle.

## Bâtiments remarquables et lieux de mémoire

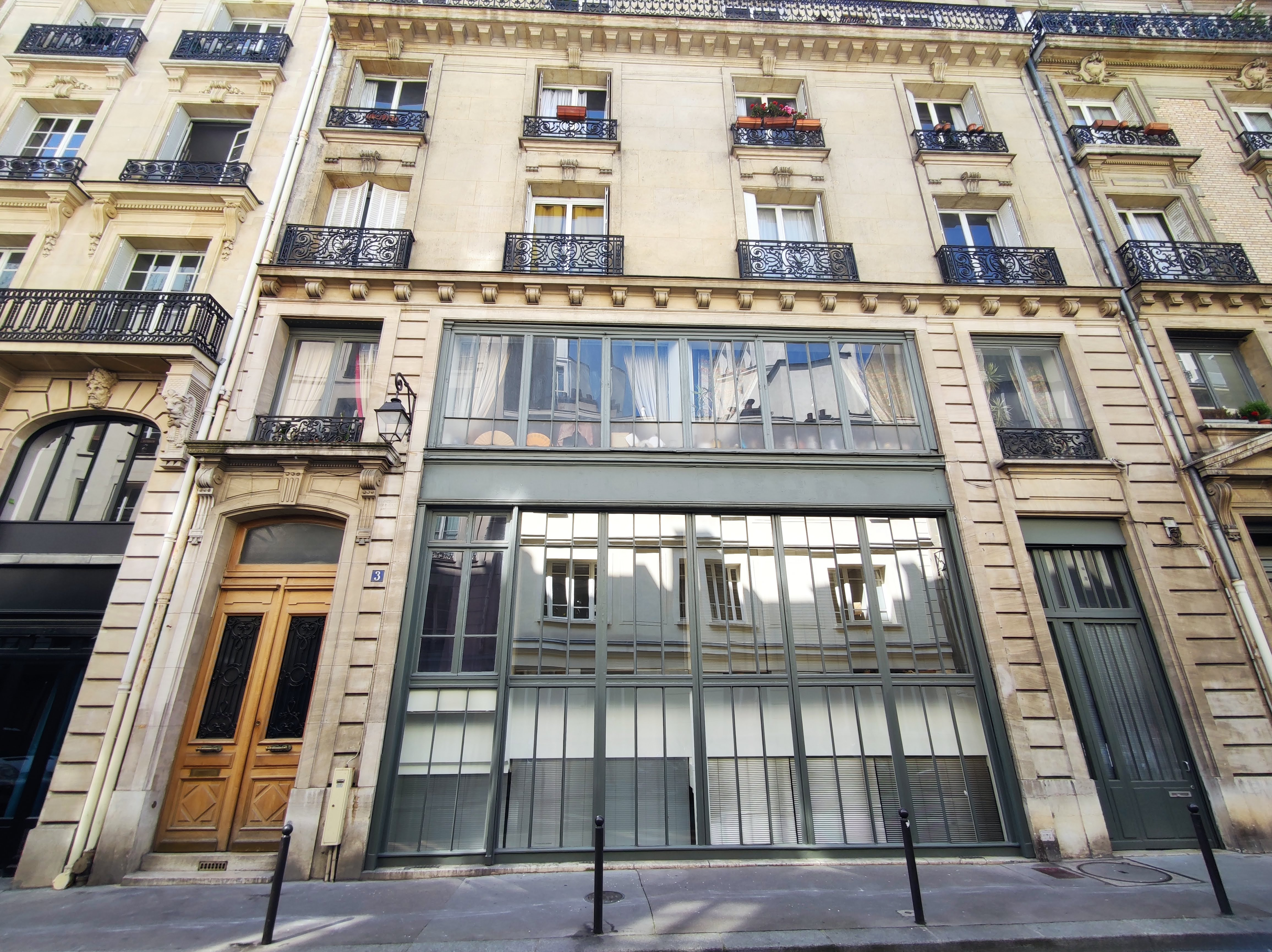
No 3.

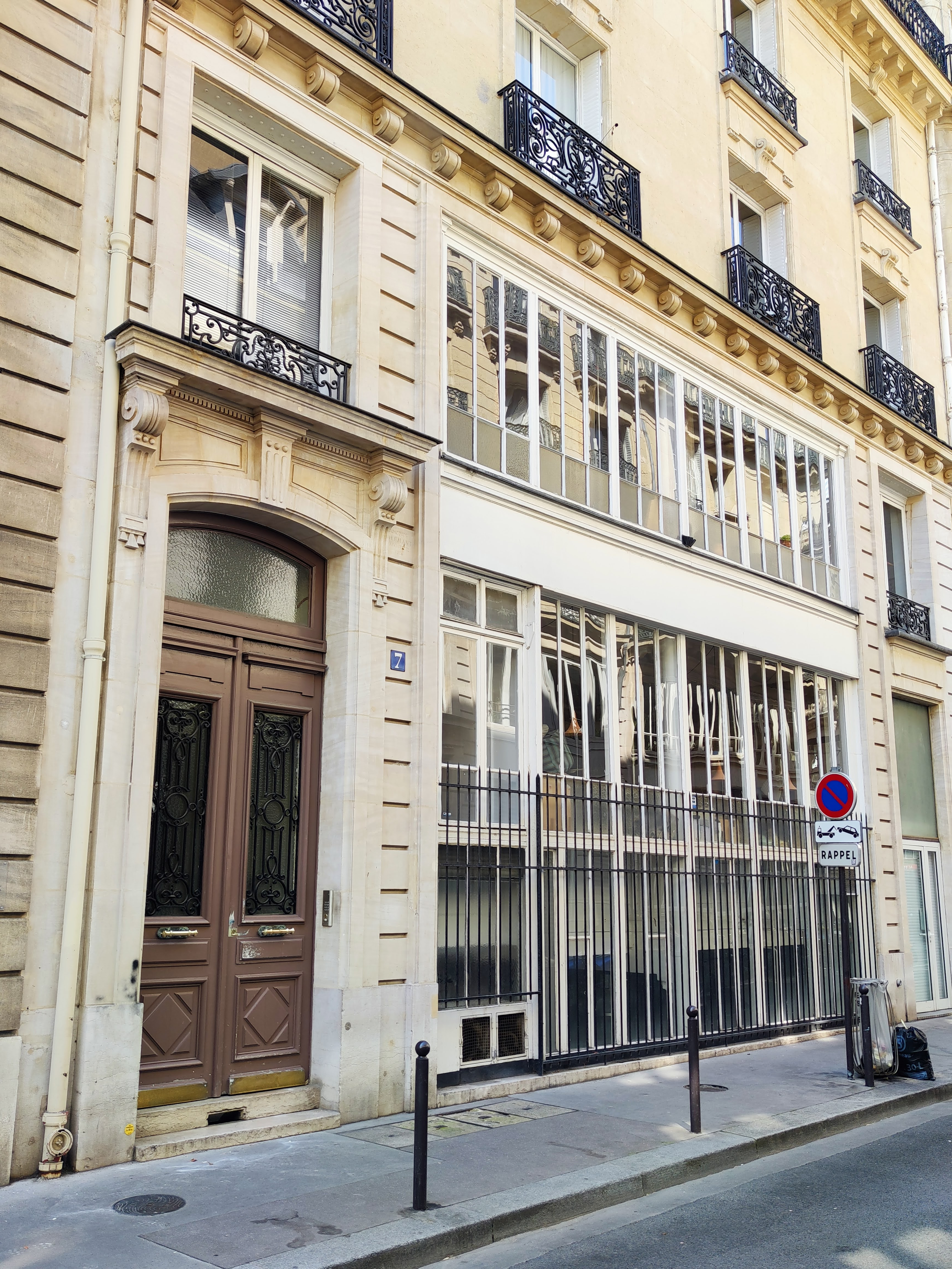
No 7.

La rue est bordée par treize immeubles identiques construits en 1896 par l’architecte Jacques Hermant sur le même modèle : trois premiers niveaux habillés d’une structure métallique porteuse de grandes baies vitrées, abritant des activités, et quatre derniers niveaux en pierre destinés à des logements. 
- No 5 : en 1912, ouverture du siège français de Meccano Limited.